# Großgöttfritz
Großgöttfritz ist eine Marktgemeinde mit 1317 Einwohnern (Stand 1. Jänner 2025) im Bezirk Zwettl in Niederösterreich.

## Geografie

### Geografische Lage
Großgöttfritz liegt etwa 9 km südlich von Zwettl im Waldviertel in Niederösterreich.
Die Fläche der Marktgemeinde umfasst 40,06 km². 41,53 Prozent der Fläche sind bewaldet.

### Gemeindegliederung
Das Gemeindegebiet umfasst folgende acht Ortschaften (in Klammern Einwohnerzahl Stand 1. Jänner 2025):
- Engelbrechts (55)
- Frankenreith (137)
- Großgöttfritz (268)
- Großweißenbach (367)
- Kleinweißenbach (131)
- Reichers (70)
- Rohrenreith (157)
- Sprögnitz (132)

Die Gemeinde besteht aus den Katastralgemeinden Engelbrechts, Frankenreith, Großgöttfritz, Großweißenbach, Kleinweißenbach, Reichers, Rohrenreith und Sprögnitz, dazu kommt die dem Dorf Kleinweißenbach zugeordnete Ansiedlung Ritschgraben (hervorgegangen aus der Brettnagelmühle am Purzelkamp).

### Nachbargemeinden
|                | Zwettl                                      |            |
| Rappottenstein | Kompassrose, die auf Nachbargemeinden zeigt | Waldhausen |
| Grafenschlag   | Sallingberg                                 |            |

## Geschichte
1305 wurde Gotfrits erstmals urkundlich erwähnt. 1311 wurde ein Gotfrits pei Weizzenpach in einer Urkunde des Klosterarchivs Zwettl genannt, dieses wurde 1277 von Gerrard Gogmann dem Kloster Zwettl geschenkt (daher wird das Jahr 1277 meist als das Jahr der Ersterwähnung angegeben).
Einst gab es einen Adelshof, der Sitz mehrerer Adelsfamilien (wie Dachpeck, Eitzinger, Norschgern und Salamanca) war. Dieses Gut wurde später auch Schloss Göttfritz genannt und 1619 durch böhmische Truppen zerstört. An seiner Stelle entstand der Pfarrhof. Ab 1659 war Göttfritz in der Hand der Herrschaft Rastenberg.
Während des Dreißigjährigen Krieges wurde der Ort stark in Mitleidenschaft gezogen. 1754 kam er in die Hand der Familie Bartenstein, die danach bis 1848 die Grundherrschaft innehaben sollte.
1796 wurde die erste einklassige Schule errichtet (später als Gasthaus adaptiert). 1832 wurde der Ortsfriedhof auf ein Grundstück an der Straße nach Großweißenbach verlegt. Ab 1850 bildete der Ort zusammen mit Engelbrechts, Kleinweißenbach und Sprögnitz eine eigenständige Gemeinde.
1878 kam es zur Gründung einer Freiwilligen Feuerwehr im Ort. Am 8. August 1897 wurde im Gasthaus Johann Lindtner der Spar- und Darlehensverein für die Pfarrgemeinde Großgöttfritz und Umgebung als Teil der Raiffeisen-Kassen gegründet.
1929 wurde Sprögnitz zu einer eigenständigen Gemeinde. Am 1. Jänner 1968 wurden die bis dahin eigenständigen Gemeinden Großweißenbach und Sprögnitz mit ihm zu einer Großgemeinde vereinigt.
1931 erhielt der Ort die ersten Telefonanschlüsse, die Elektrifizierung des Ortes fand aber erst 1946 statt.
Laut Adressbuch von Österreich waren im Jahr 1938 in der Ortsgemeinde Großgöttfritz ein Bäcker, ein Eier- und Butterhändler, ein Fleischer, ein Gastwirt, zwei Gemischtwarenhändler, zwei Schmiede, ein Schneider und zwei Schneiderinnen, ein Schuster, zwei Tischler, ein Viehhändler und mehrere Landwirte ansässig.
1943, während des Zweiten Weltkrieges, wurde im Ort ein Gendarmerie-Einzelposten zur Überwachung der in der Landwirtschaft eingesetzten Fremdarbeiter eingerichtet. Dieser wurde am 30. März 1952 wieder aufgelassen und der Gendarmerieposten Waldhausen übernahm dessen Aufgaben und Gendarmen.
1949 wurde die Straßenbeleuchtung in Betrieb genommen, im Herbst 1955 ein Schulneubau eingeweiht, 1965 die Ortsdurchfahrt asphaltiert und 1967 die Regulierung des Göttfritzbaches fertiggestellt.
Im Zuge der NÖ. Kommunalstrukturverbesserung wurden Anfang 1968 die Gemeinden Großweißenbach und Sprögnitz eingegliedert.
Nach der Zusammenlegung zur Großgemeinde wurde das Dorf am 8. Oktober 1978 zum Markt erhoben und ein Marktwappen verliehen. Gleichzeitig wurde ein Schulzubau eingeweiht. 1986 wurde das Gemeindehaus ausgebaut.

### Einwohnerentwicklung
Nach dem Ergebnis der Volkszählung 2001 gab es 1.468 Einwohner. 1991 hatte die Marktgemeinde 1.394 Einwohner, 1.410 im Jahr 1981 und 1.496 im Jahr 1971.
| Großgöttfritz: Einwohnerzahlen von 1869 bis 2025    | Großgöttfritz: Einwohnerzahlen von 1869 bis 2025 | Großgöttfritz: Einwohnerzahlen von 1869 bis 2025 | Großgöttfritz: Einwohnerzahlen von 1869 bis 2025 | Großgöttfritz: Einwohnerzahlen von 1869 bis 2025 |
| --------------------------------------------------- | ------------------------------------------------ | ------------------------------------------------ | ------------------------------------------------ | ------------------------------------------------ |
| Jahr                                                |                                                  |                                                  |                                                  | Einwohner                                        |
| 1869                                                | 1869                                             |                                                  | 1.478                                            | 1.478                                            |
| 1880                                                | 1880                                             |                                                  | 1.512                                            | 1.512                                            |
| 1890                                                | 1890                                             |                                                  | 1.523                                            | 1.523                                            |
| 1900                                                | 1900                                             |                                                  | 1.559                                            | 1.559                                            |
| 1910                                                | 1910                                             |                                                  | 1.538                                            | 1.538                                            |
| 1923                                                | 1923                                             |                                                  | 1.423                                            | 1.423                                            |
| 1934                                                | 1934                                             |                                                  | 1.395                                            | 1.395                                            |
| 1939                                                | 1939                                             |                                                  | 1.377                                            | 1.377                                            |
| 1951                                                | 1951                                             |                                                  | 1.346                                            | 1.346                                            |
| 1961                                                | 1961                                             |                                                  | 1.423                                            | 1.423                                            |
| 1971                                                | 1971                                             |                                                  | 1.496                                            | 1.496                                            |
| 1981                                                | 1981                                             |                                                  | 1.410                                            | 1.410                                            |
| 1991                                                | 1991                                             |                                                  | 1.394                                            | 1.394                                            |
| 2001                                                | 2001                                             |                                                  | 1.468                                            | 1.468                                            |
| 2011                                                | 2011                                             |                                                  | 1.427                                            | 1.427                                            |
| 2021                                                | 2021                                             |                                                  | 1.363                                            | 1.363                                            |
| 2025                                                | 2025                                             |                                                  | 1.317                                            | 1.317                                            |
| Quelle(n): Statistik Austria, Gebietsstand 1.1.2021 |                                                  |                                                  |                                                  |                                                  |

## Kultur und Sehenswürdigkeiten

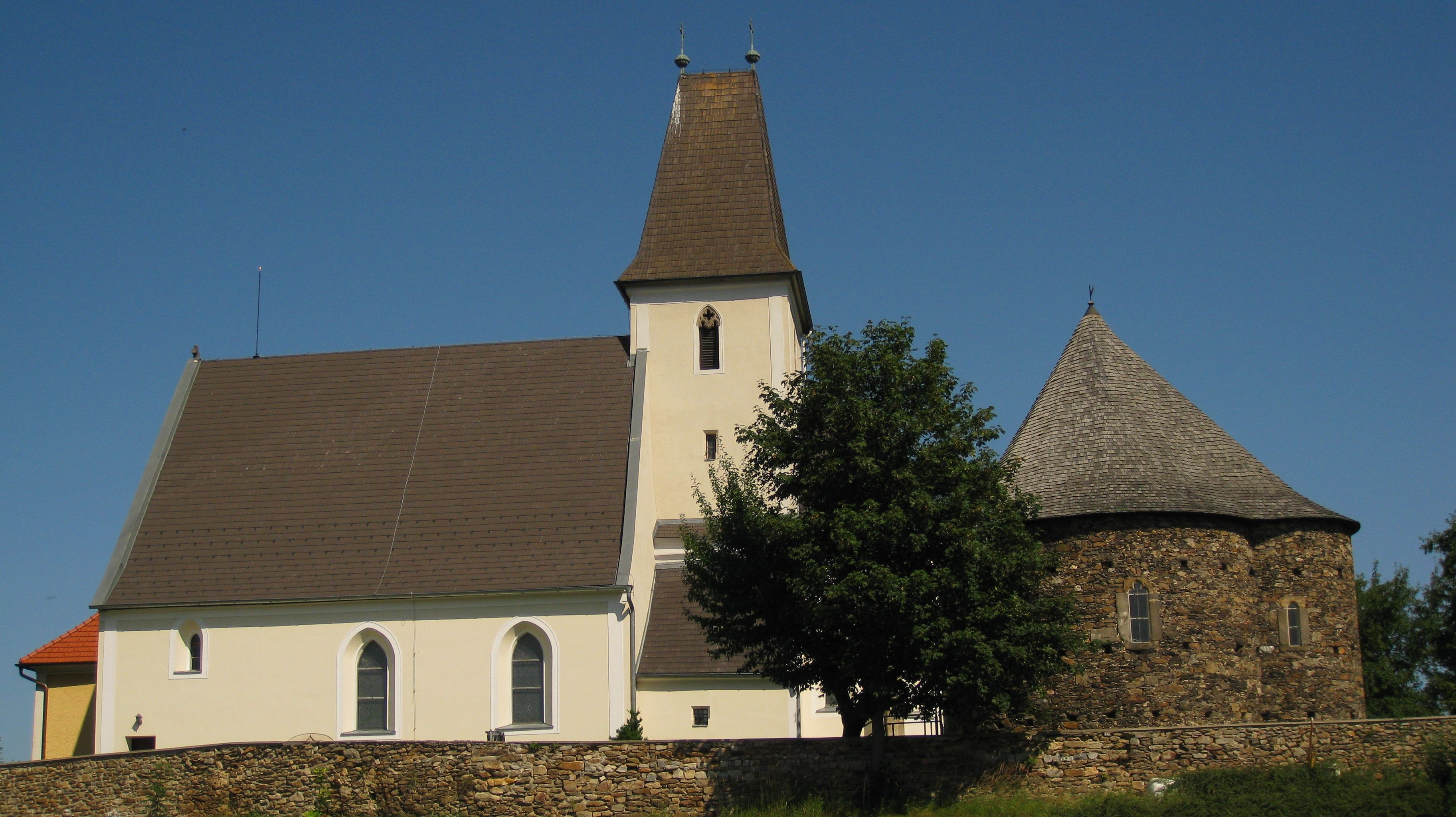
Pfarrkirche Großgöttfritz

- Katholische Pfarrkirche Großgöttfritz hl. Leonhard aus dem 14. Jahrhundert
- Aubergwarte
- Die am Kamp (mitten im Wald) befindliche ehemalige Hahnsäge wurde 1964 von Hundertwasser gekauft, phasenweise lebte und arbeitete er dort.

## Wirtschaft
- Im Jahr 2001 gab es 33 nichtlandwirtschaftliche Arbeitsstätten. Im Jahr 2016 waren es über 50.
- Nach der Erhebung des Jahres 1999 waren 185 Land- und forstwirtschaftliche Betriebe vorhanden.
- Nach der Volkszählung des Jahres 2001 betrug die Zahl der Erwerbstätigen am Wohnort 696. Die Erwerbsquote lag bei 48,29 Prozent.

### Ansässige Unternehmen
- Sonnentor: Eines der größten Wirtschaftsunternehmen der Region und das größte in der Gemeinde ist mit über 200 Mitarbeitern das Bioprodukteunternehmen Sonnentor mit Firmensitz und Zentrale in der zur Marktgemeinde Großgöttfritz gehörigen Katastralgemeinde Sprögnitz.
- Hengstberger: Überregionale Bedeutung hat auch das in der Gemeinde ansässige, internationale Transport- und Fuhrwerkerunternehmen Herbert Hengstberger mit Betriebsstätten in den Katastralgemeinden Großgöttfritz und Großweißenbach.
- Heindl-Brot: Waldviertler Bäckereigroßbetrieb

### Öffentliche Einrichtungen
In Großgöttfritz befinden sich ein Kindergarten und eine Volksschule.

## Politik

### Gemeinderat
Im Marktgemeinderat bei insgesamt 19 Sitzen besteht mit den Gemeinderatswahlen in Niederösterreich 2025 folgende Mandatsverteilung: ÖVP 12, FPÖ 3, Wir gemeinsam – Unabhängige Bürgerliste (WG) 3 und SPÖ 1.

### Bürgermeister
Im November 2024 legte Johann Hofbauer nach fast 35 Jahren als längstdienender Bürgermeister Niederösterreichs sein Amt zurück. Seine Nachfolge übernahm sein Parteikollege Franz Wagesreither.
- 1968–1990 Josef Fichtinger (ÖVP)
- 1990–2024 Johann Hofbauer (ÖVP)
- seit 2024 Franz Wagesreither (ÖVP)

### Gemeindefinanzen
Die Marktgemeinde Großgöttfritz erzielt beständig positive Ergebnisse beim jährlichen Finanzranking der Gemeinden verweisen und ist hierbei sowohl bei den Gemeinden in Niederösterreich als auch bundesweit immer auf den vordersten Plätzen zu finden.